# Pyrausta atrifusalis
Pyrausta atrifusalis is een vlinder uit de familie van de grasmotten (Crambidae), uit de onderfamilie van de Pyraustinae. De wetenschappelijke naam van deze soort is voor het eerst voorgesteld door George Francis Hampson in een publicatie uit 1903.
De soort komt voor in India (Himachal Pradesh).